# Đại học Woodbury
Viện Đại học Woodbury hay Đại học Woodbury (tiếng Anh: Woodbury University) là một viện đại học tư thục, phi lợi nhuận tọa lạc trên một khu trường sở ở Burbank, California.  Woodbury được thành lập năm 1884 với tên gọi Trường Đại học Kinh doanh Woodbury (Woodbury's Business College) bởi người có cùng tên, Francis Chute Woodbury, trước đó là một đối tác ở Heald's Business College ở San Francisco, do đó khiến nó là một trong những cơ sở đào tạo đại học cổ nhất ở California và vùng Tây Hoa Kỳ.  Có một thời gian, Woodbury có thể tự hào rằng 10% công dân của Los Angeles đang theo học ở đây và danh sách những cựu sinh viên của trường tạo thành một literal who's who của Los Angeles thế kỷ 19. Nhiệm vụ ban đầu của trường là giáo dục đào tạo cho người Los Angeles trong các lĩnh vực thực hành kinh doanh, thủ thư, luật thương mại và điện báo. Năm 1931, trường cao đẳng này đã lập một ban nghệ thuật chuyên nghiệp tập trung vào giải trí và thiết kế. Năm  1974, Trường Đại học Woodbury (Woodbury College) đã trở thành Viện Đại học Woodbury (Woodbury University) và năm 1984 trường đã bổ sung ngành kiến trúc vào lĩnh vực đào tạo của mình. Năm 1987, Woodbury University dời đến khu trường sở rộng 22,4 a hiện nay tại Burbank, trên nền đất của Villa Cabrini, nơi ngày nay trường vẫn còn giữa cam kết sớm nhất cho sự tăng trưởng năng lực kinh tế của vùng Nam California.